# Paratrechina longicornis
Kiến lười sừng dài, Paratrechina longicornis, là một loài kiến. Loài này không đốt người. Loài kiến này có thể sinh sản mà không chịu ảnh hưởng tiêu cực của sự giao phối cùng huyết thống. Điều này khiến chúng trở thành một trong những loài kiến xâm lăng rộng rãi nhất ở xứ nhiệt đới.